# Temple d'Esculape (Villa Borghèse)
Pour les articles homonymes, voir Temple d'Esculape et Temple d'Esculape (Trèves).
Le temple d'Esculape (italien : tempio di Esculapio) est un petit temple néoclassique situé sur un îlot artificiel du lac des Jardins de la Villa Borghèse (Rome).

## Histoire et description
Le petit temple de style ionique, construit entre 1785 et 1792, est dédié au dieu de la médecine. Selon les intentions originales des constructeurs il a été bâti exclusivement pour accueillir la statue d'Esculape, trouvée près les ruines du Mausolée d'Auguste: c'est seulement après qu'il a été décidé de construire un petit temple isolé.
Le temple d'Esculape, d'un style néoclassique exquis, se compose d'un portique à quatre chapiteaux ioniques, soutenant un fronton triangulaire. Entre le fronton et les colonnes est placé un entablement, qui porte une inscription en grec, inscription dédiée à Esculape, le Sauveur,  (grec ancien : Ασκληπιωι Σωτηρι (Asclepioi Soteri)): au-dessus, le fronton triangulaire est décoré d'un bas-relief en stuc représentant l'arrivée du dieu à Rome.
Sur le toit on trouve plusieurs statues d'époque hellénistique, tandis que derrière le portique on voit l'édicule avec la statue d'Esculape. L'îlot sur lequel se trouve le temple est accessible depuis la terre ferme par un pont de bois avec des rampes en acier, fermé au public par une porte.